# Nicola Olyslagers
Nicola Lauren McDermott, da coniugata Olyslagers (North Gosford, 28 dicembre 1996), è un'altista australiana.

## Biografia
McDermott ha preso parte alle prime gare nel salto in alto in ambito nazionale a partire dal 2011. Nel 2021 ha conquistato la medaglia d'argento ai Giochi olimpici di Tokyo, alle spalle solo della russa Marija Lasickene. Ha preso parte a partire dal 2017 a quattro edizioni dei campionati mondiali, conquistando una medaglia di bronzo nel 2023 e vinto nel 2018 una medaglia di bronzo ai Giochi del Commonwealth. Con 2,02 m detiene il record oceaniano.
Nel 2024, alle Olimpiadi di Parigi, conquista la medaglia d'argento con la misura di 2,00 metri, alle spalle dell'ucraina Jaroslava Mahučich.
Ha vinto due medaglie d'oro ai mondiali indoor, nel 2024 e nel 2025.

## Palmarès
| Anno | Manifestazione          | Sede       | Evento        | Risultato | Prestazione | Note                                     |
| ---- | ----------------------- | ---------- | ------------- | --------- | ----------- | ---------------------------------------- |
| 2014 | Mondiali U20            | Eugene     | Salto in alto | 16ª (q)   | 1,79 m      |                                          |
| 2015 | Universiadi             | Gwangju    | Salto in alto | 4ª        | 1,80 m      |                                          |
| 2017 | Universiadi             | Taipei     | Salto in alto | 7ª        | 1,88 m      |                                          |
| 2017 | Mondiali                | Londra     | Salto in alto | nm (q)    | nm (q)      |                                          |
| 2018 | Giochi del Commonwealth | Gold Coast | Salto in alto | Bronzo    | 1,91 m      |                                          |
| 2019 | Mondiali                | Doha       | Salto in alto | 15ª (q)   | 1,89 m      |                                          |
| 2021 | Giochi olimpici         | Tokyo      | Salto in alto | Argento   | 2,02 m      | Record oceaniano                         |
| 2022 | Mondiali                | Eugene     | Salto in alto | 5ª        | 1,96 m      | =                                        |
| 2022 | Giochi del Commonwealth | Birmingham | Salto in alto | Finale    | dns         |                                          |
| 2023 | Mondiali                | Budapest   | Salto in alto | Bronzo    | 1,99 m      |                                          |
| 2024 | Mondiali indoor         | Glasgow    | Salto in alto | Oro       | 1,99 m      |                                          |
| 2024 | Giochi olimpici         | Parigi     | Salto in alto | Argento   | 2,00 m      |                                          |
| 2025 | Mondiali indoor         | Nanchino   | Salto in alto | Oro       | 1,97 m      | Miglior prestazione personale stagionale |

## Altre competizioni internazionali
2018
- 5ª in Coppa continentale ( Ostrava), salto in alto - 1,87 m